# داحسية كبيرة الكأسيات
الداحسية كبيرة الكأسيات (باللاتينية: Paronychia macrosepala) نوع نباتي يتبع جنس الداحسية من الفصيلة القرنفلية.

## البيئة والانتشار
موطنه بلاد الشام، حيث ينتشر في الأقطار الشامية الأربعة، وقبرص وتركيا واليونان.